# حیات پیش‌تاریخی (کتاب)
حیات پیش‌تاریخی (به انگلیسی: Prehistoric Life) دانشنامه‌ای است با عنوان کاملِ حیات پیش‌تاریخی: تاریخ بصری معتبر و کامل حیات بر روی زمین (به انگلیسی: Prehistoric Life: The Definitive Visual History of Life on Earth). کتاب ۵۱۲ صفحه‌ای توسط دورلینگ کیندرزلی در ۲۰۰۹ میلادی منتشر شد.